# The Moldy Peaches
The Moldy Peaches är en amerikansk musikgrupp bildad 1999 i New York. Gruppen består av sångarna Adam Green och Kimya Dawson, basisten Steve Mertens, trummisen Strictly Beats och gitarristerna Jack Dishel och Toby Goodshank.
De två frontfigurerna Adam Green och Kimya Dawson har numera inlett varsin solokarriär. Även gitarristen Jack Dishel har inlett en solokarriär och går numera under artistnamnet Only Son. The Moldy Peaches är enligt Dawson dock inte nerlagt utan bara inaktivt.

## Diskografi
Studioalbum
- 2001 – The Moldy Peaches

Singlar
- 2001 – Who's Got the Crack? / NYC's Like a Graveyard
- 2002 – County Fair / Rainbows
- 2008 – Anyone Else But You

Låten Anyone Else But You är med i filmen Juno.
Samlingsalbum
- 2002 – Moldy Peaches 2000: Unreleased Cutz and Live Jamz 1994-2002